# Чешуя (доспехи)

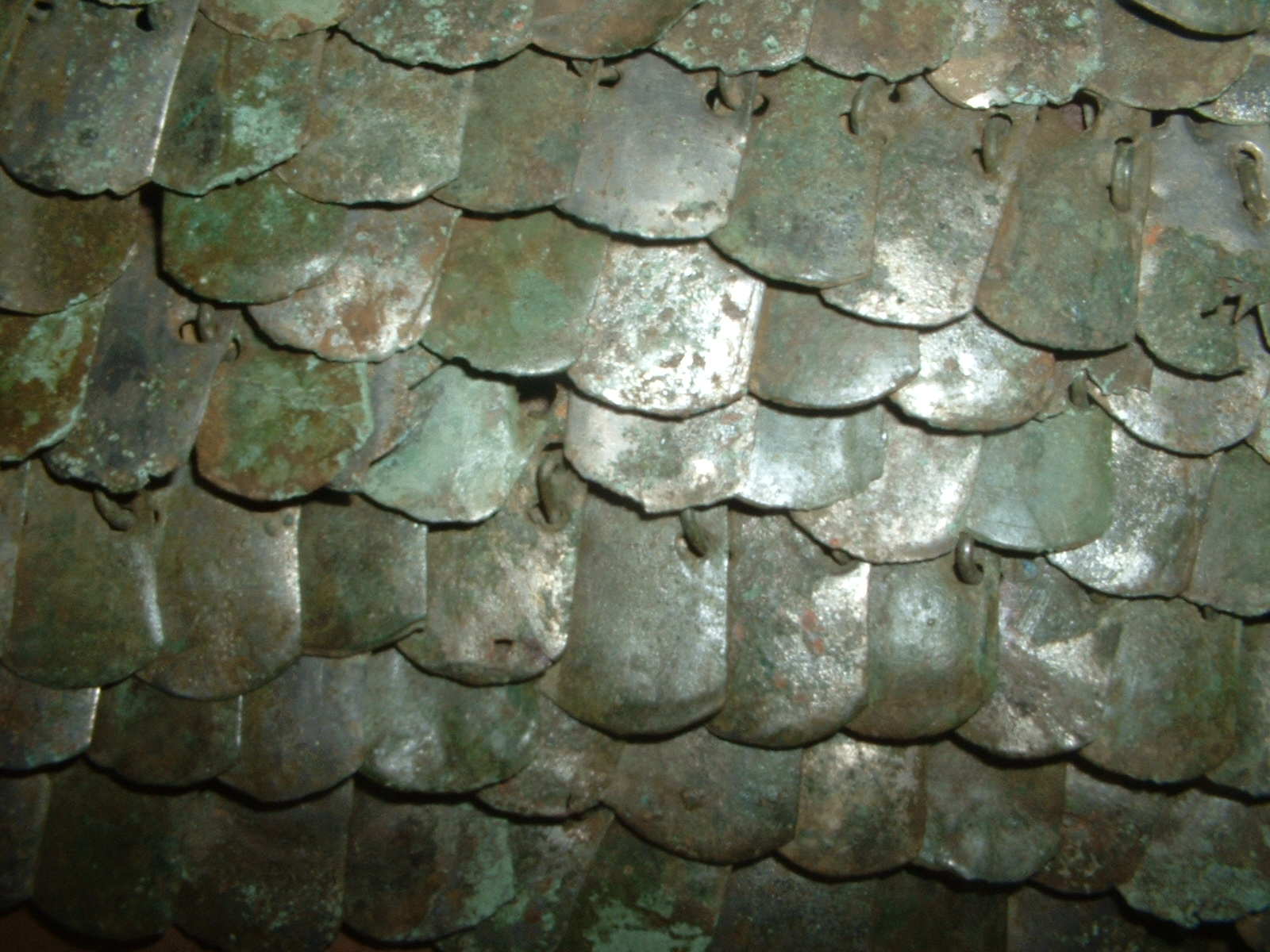
Римская бронзовая ламеллярная чешуя, скреплённая кольцами вместо шнура

Чешуя́ — один из древнейших вариантов доспехов, созданный в подражание чешуе животных.

## Исторические разновидности чешуи

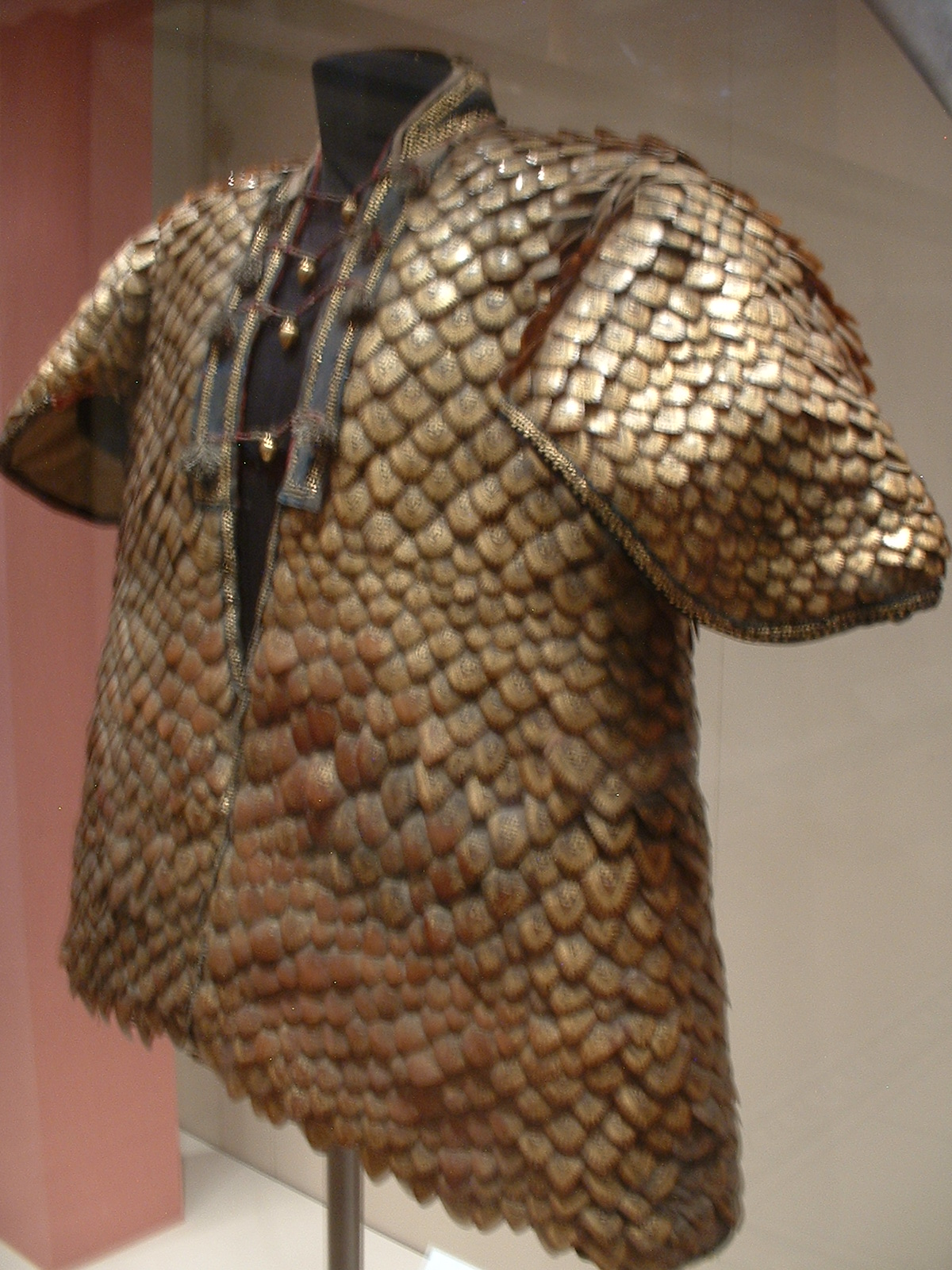
Индийский парадный доспех из позолоченной чешуйчатой шкуры панголина. Первая половина XIX в.

### Из натуральной чешуи животных
Древнейший тип доспеха из чешуи — кожаный доспех из шкуры чешуйчатого животного, кожа которого обработана так, чтобы сохранить естественную поверхность. С появлением металлического оружия превратился в исключительно парадный доспех.
Чешуйчатые панцири из шкуры ящера-панголина в старину использовали знатные воины индийских княжеств. Сохранилось два образца подобных доспехов, подаренных английским королям в XIX веке, роговые чешуйки которых покрыты лаком и позолочены.

### Пришивная чешуя

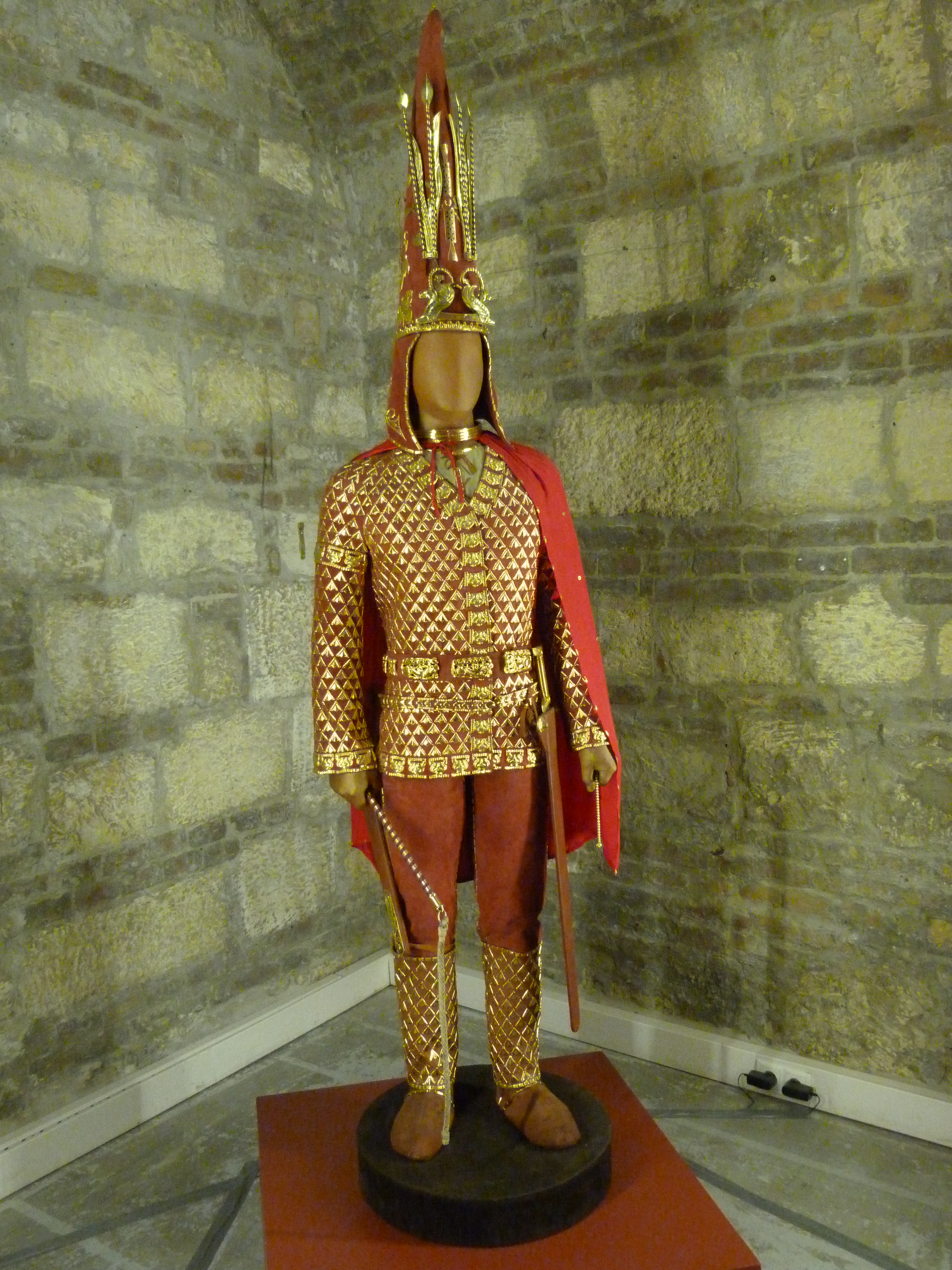
Парадный доспех сакского царя из золотой пришивной чешуи на кожаной основе, являющийся стилизованным доспехом катафрактария

Пришивная чешуя — это чешуйки, пришитые на основу (кожаную или суконную). Это — наиболее известный и популярный тип чешуи. Он наиболее прост в изготовлении и широко применялся с древнейших времён — известен ещё со времён зарождения цивилизаций. Так, Геродот следующим образом описывает доспехи персидских воинов царя Ксеркса: «На головах у них были так называемые тиары, а на теле — пёстрые хитоны с рукавами из железных чешуек наподобие рыбной чешуи» Отдельные чешуи такой брони делались тонкими и гибкими, чтобы сохранить подвижность — обычно по отдельности их легко можно было изогнуть пальцами одной руки. Сравнительно высокие защитные свойства доспеха, как и в случае настоящей рыбьей чешуи, обеспечивались их многократными перехлёстами.
Подобные доспехи, в частности, носили парфянские катафрактарии и римские клибанарии. Данный тип доспеха не исчезал даже в Тёмные века и более позднее время, когда в Европе кольчуга стала практически единственным типом доспеха. В этом случае панцирь надевался поверх кольчуги. Известно, что европейские пехотинцы носили подобные доспехи вплоть до 1325 года Бытовали они и в Азии — например, некоторые монгольские куяки представляли собой нашитые на одежду чешуйки. Они применялись в ряде стран Азии и Восточной Европы; изредка на Руси в XIII—XVIII.

### Ламеллярная (безосновная) чешуя
Разновидность ламелляра, внешне напоминающая чешую. Существуют две противоположные версии, что появилось раньше — ламеллярная чешуя или ламелляр, так как принцип доспеха у них один и тот же. Разница же в том, что при тычке пехотинца снизу во всадника, одетого в чешую, остриё оружия проскользнёт между чешуек и поразит его, но если всадник одет в ламелляр, то остриё просто соскользнёт с доспеха; с точностью до наоборот обстоит с пехотинцем при тычке сверху с коня: остриё оружия пройдёт между чешуек ламелляра, но соскользнёт с чешуи.
Что любопытно, в дошедшей до наших дней римской чешуе из бронзы, являющейся по своей конструкции ламеллярной (то есть не имеющей основы), чешуйки скреплены не шнуром, а кольцами. Такой доспех применялся и в Византийской армии. Разнообразные по форме чешуйки скреплялись шнурами.

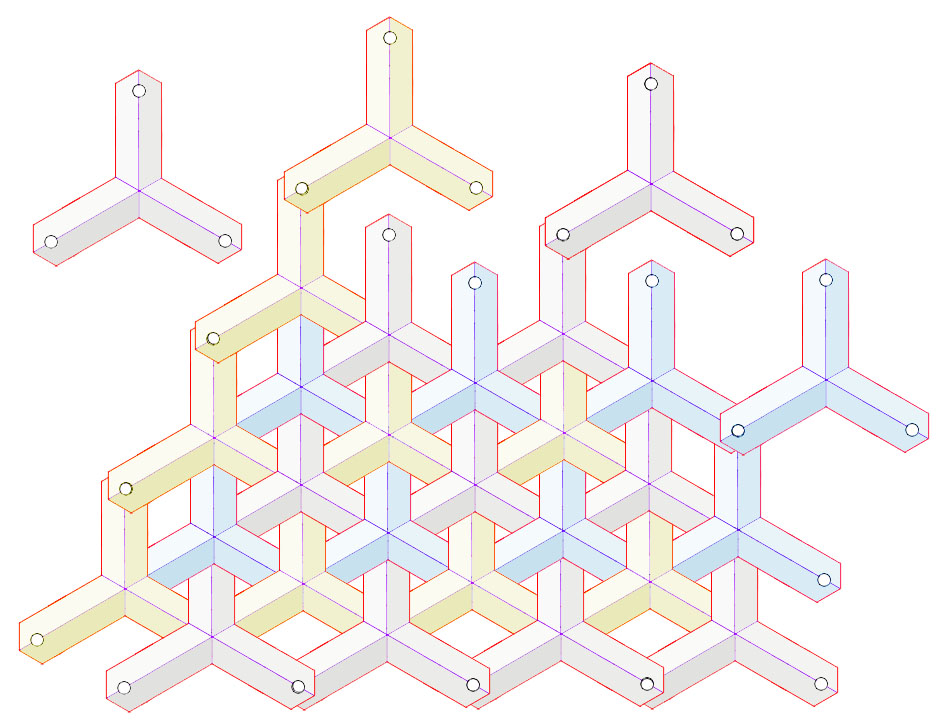
чешуя в форме звёзд

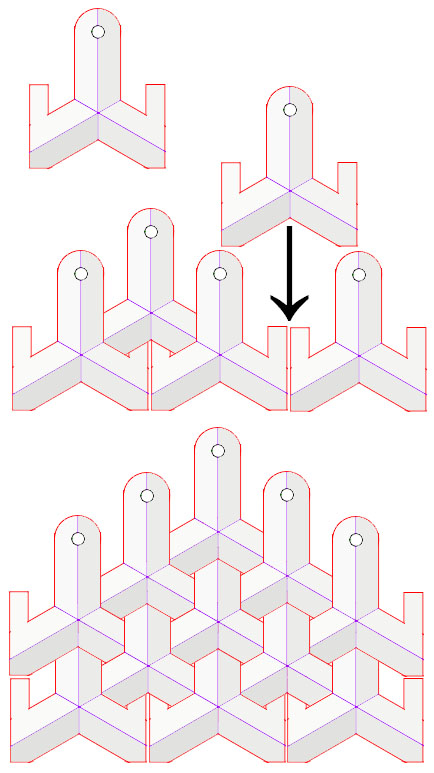
чешуя в форме гор

### Чешуя в форме звёзд и чешуя в форме гор
Представляет собой китайский вариант ламеллярной чешуи, про-эволюционировавшей до неузнаваемости, в которой отдельные пластинки имеют форму трёхконечных звёзд, либо в виде иероглифа 山 «шань» (гора) с пластинками из трёхконечных звёзд с двумя параллельными отростками, расположенными так, что пластина походит на «Ш».
- в чешуе в форме звёзд лучи имеют на концах отверстия для шнура и сплетены так, что шнур, соединяющий концы трёх звёзд, оказывается закрытым центром четвёртой звезды и защищён от разрубания. При этом доспех внешне выглядит как состоящий из маленьких звёздочек, а шнуров их соединяющих не видно.
- в чешуе в форме гор верхний луч имеет отверстие, за которое пришит к основе, а два других луча имеют на концах отростки, параллельные верхнему лучу (так что получается похоже на перевёрнутую «М»). Пластины располагаются так же, как и в чешуе в форме звёзд, но отростки оказываются зацепленными за центр четвёртой звезды[12].

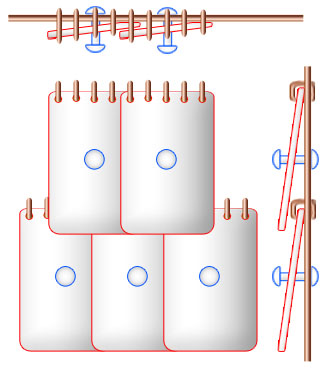
клёпано-пришивная чешуя

### Клёпано-пришивная чешуя
Доспех из пластин, собранных на матерчатой или кожаной основе. Пластины доспеха пришивались к основе через 5-6 отверстий в верхнем крае и закреплялись в центре одной-двумя заклёпками.
Широкое применение данный тип доспеха получил в русском защитном комплексе XIII—XIV в.; увы, до наших дней ни одного подобного доспеха в цельном виде не сохранилось, поэтому о внешнем виде данного типа доспехов можем судить только по отдельным пластинам и изобразительным источникам тех времён (для которых, в особенности религиозной живописи, характерна умышленная архаизация, стилизация под древние византийские образцы, черты которых смешивались с отдельными чертами современных автору доспехов, в результате чего получался в целом весьма фентезийный образ). Наиболее показательны в данном плане пластины от чешуи новгородского посадника Онцифора Лукича (середина XIV в.), и псковской чешуи, приписываемой князю Довмонту-Тимофею (середина — вторая половина XIII века). Размеры пластин составляли около 6×4-6 см, а на доспех их уходило несколько сотен.
Для средневековой Руси характерно использование клёпано-пришивной чешуи в комплексе с шинной защитой конечностей (данная тенденция прослеживается по изобразительным источникам того времени). С. Герберштейн, посещавший Россию при Василии III, пишет о русском войске: «Некоторые из более знатных носят панцирь, латы, сделанные искусно, как будто из чешуи, и наручи».

### Клёпаная чешуя (карацена)

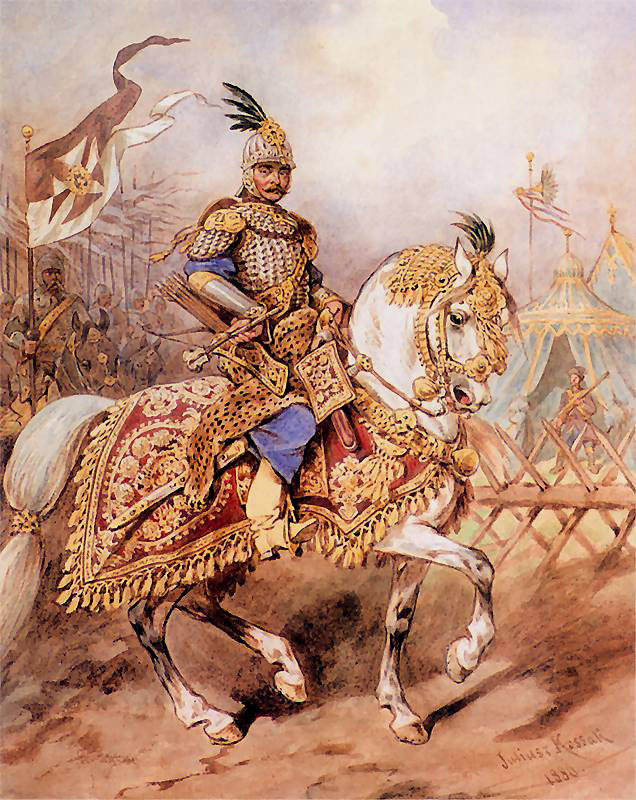
Юлиуш Коссак. «Ротмистр панцирной хоругви» (1886)

Защита тела из чешуек, часто с рёбрами жёсткости, которые не пришиты, а приклёпаны к кожаной основе двумя-тремя заклёпками (мелкие чешуйки — только одной заклёпкой), получила название пол. Karacena и происходит от лат. coriacea skórzana (не путать с Корацина от итал. Corazzina). Особую популярность этот тип доспеха снискал в Польше и Литве (а также в среде белорусской и украинской шляхты), в связи с очень модной теорией сарматизма времён Яна Собеского, о сарматском происхождении шляхты (предками холопов считались другие народы). В связи с чем, караценный доспех, носимый шляхтой, был стилизирован под чешуйчатые доспехи сарматских катафрактов. Поскольку подобный доспех считался модным и престижным, он стоил баснословно дорого и был доступен немногим шляхтичам. В отличие от гусарских лат, среди караценных доспехов встречались доспехи в полный рост (с полной защитой ног). Один из таких доспехов в полный рост хранится в Оружейной палате Московского Кремля, а другой точно такой же, принадлежащий роду Унишовских, хранится в Королевском замке в Вавеле.

### Примеры

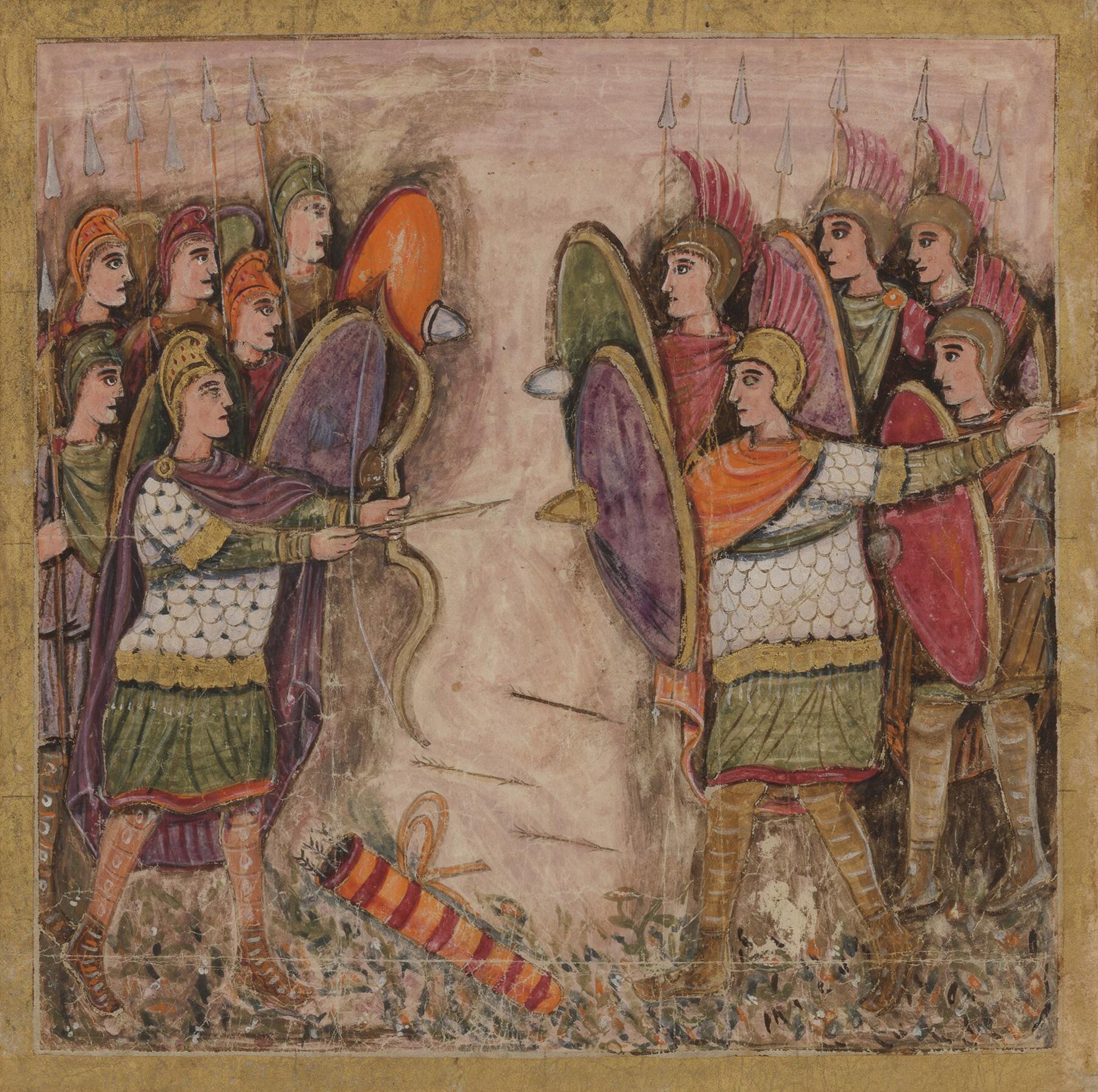
Воины поздней Римской империи. Миниатюра манускрипта Vergilius Romanus. V век н. э.
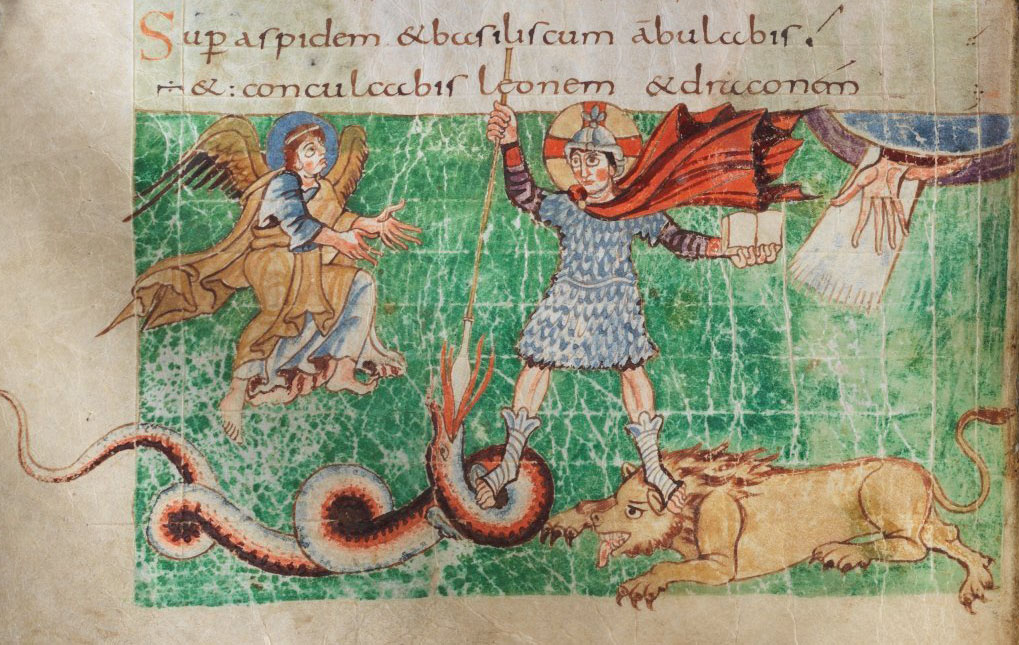
Воин Каролингов в чешуйчатом доспехе. Миниатюра «Штутгартской Псалтыри», 825 год
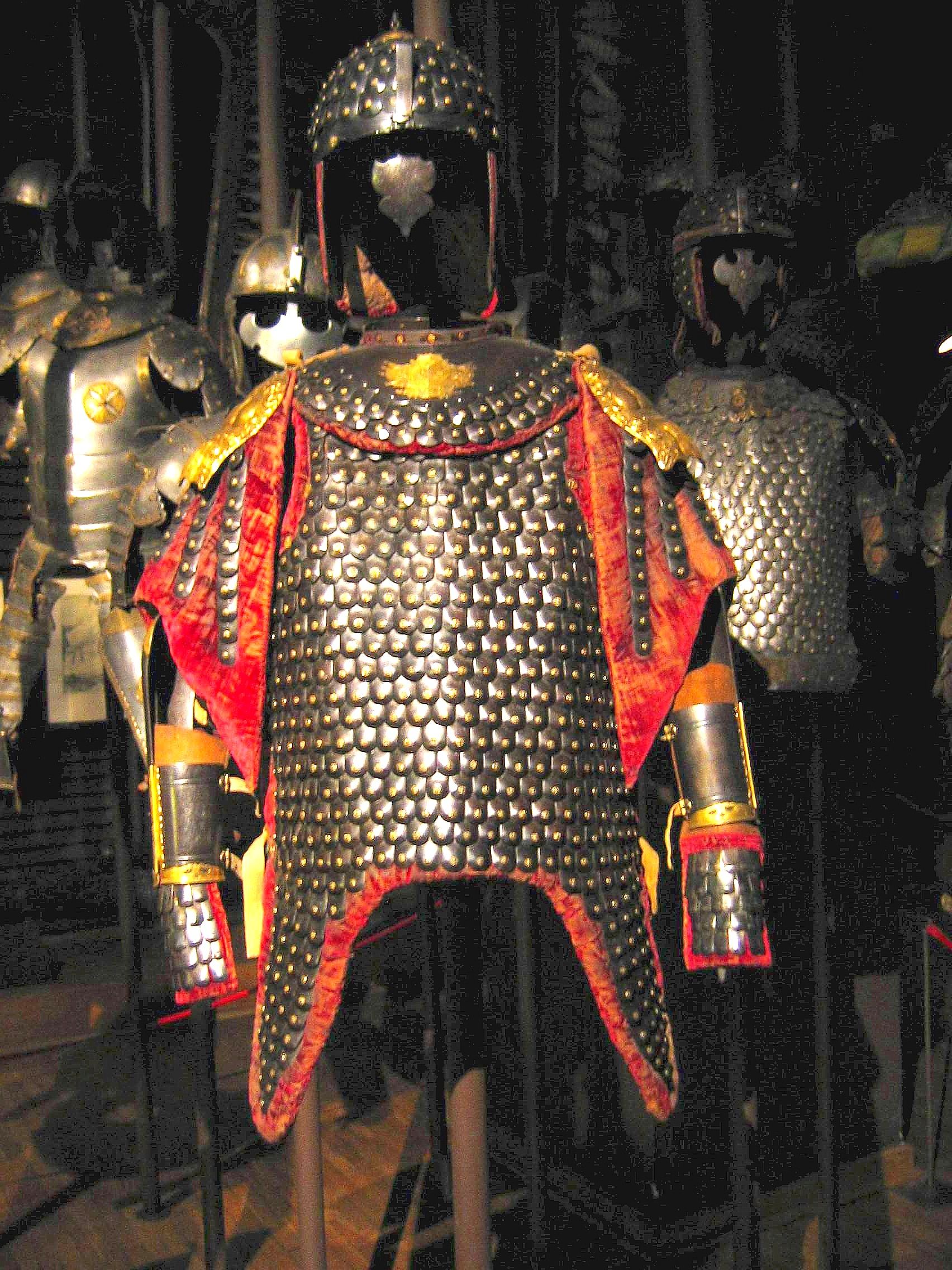
Гусарский караценный доспех в «сарматском стиле», стилизованный под доспех сарматского катафрактия

## Фэнтезийные разновидности чешуи
Данные разновидности не имеют исторических прототипов.

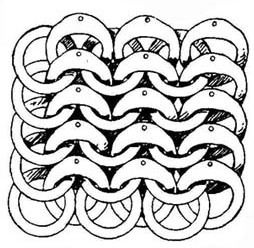
Рисунок Бехайма, приведший к забавному недоразумению

### Чешуефицированная кольчуга
Кольчуга, кольца в которой сплющены с одного края после плетения в чешую. Появление связано с невнимательным чтением «Энциклопедии оружия» Бехайма, который итальянскую разновидность байданы, именуемую итал. maglia ghiazzerina (яцериновое плетение или просто «яцерин»), называет чешуёй, кроме того, он же неверно называет такую кольчугу разновидностью карацены. Что опять же привело к заблуждению, согласно которому карацену ошибочно считают разновидностью кольчуги.

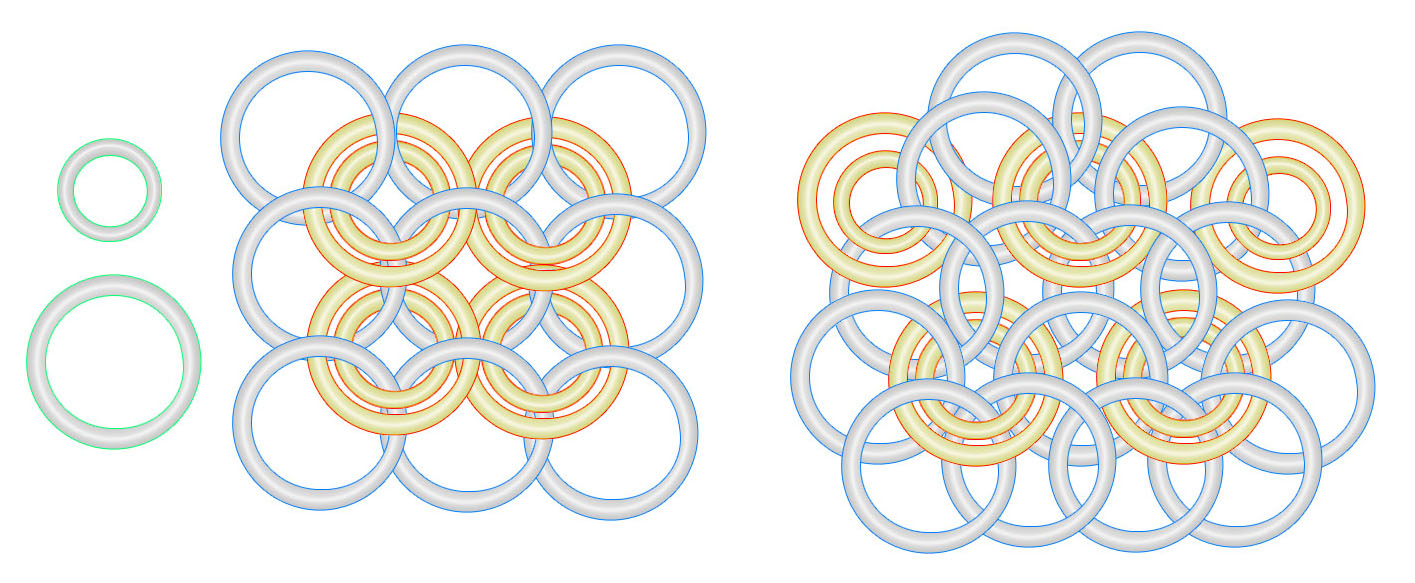
«Драконья „чешуя“»

### «Драконья „чешуя“»
Распространённая среди ролевиков (особенно толкинистов), особая разновидность кольчуги королевского плетения «Королевское плетение», называемое также «8 в 2» — гомологичное плетению «4 в 1», с той разницей, что при плетении вместо одного кольца используется пара колец. В отличие от традиционной кольчуги королевского плетения, в «драконьей чешуе» в декоративных целях в каждой паре кольца имеют разный диаметр. Некоторые разновидности «драконьей чешуи» имеют плетение не «8 в 2» (как «королевское»), а «4 в 2» и «6 в 2». В связи с отсутствием у такой кольчуги исторических аналогов, приверженные исторические реконструкторы (не играющие в ролевые игры) нередко называют данный тип кольчуги «гоблинской».